# Jakobien Groeneveld
Jakobien Groeneveld (Alphen aan den Rijn, 1976) is een Nederlandse politica.

## Carrière
Groeneveld studeerde van 1995 tot 2002 Geschiedenis en Journalistiek aan de Rijksuniversiteit Groningen. Ze studeerde af op het onderwerp Vrouwengeschiedenis met een scriptie over de beeldvorming in de media van de Dolle Mina-beweging. 
Ze publiceerde in 2004 het boek Droombruidje, een verzameling columns die eerder waren verschenen in onder andere het Nieuwsblad van het Noorden (onder het pseudoniem J.B. Vlot), de Groninger Studentenkrant, de Volkskrant en Opzij. In 2008 verscheen haar boek Singlegids. Een praktische handleiding. Van 2010 tot 2011 schreef Groeneveld columns voor Gemeente.nu over zaken die haar bezighouden.
Na haar studie raakte zij in 2009 betrokken bij de lokale afdeling van GroenLinks in Zoetermeer. Ze werd gekozen als campagneleider en stond op de lijst voor de gemeenteraadsverkiezingen van 2010. Na de verkiezingen zat zij in de gemeenteraad en werd zij in 2011 fractievoorzitter nadat haar voorganger Huri Sahin wegens privé-omstandigheden de lokale politiek moest verlaten.
Als gemeenteraadslid richtte zij haar focus voornamelijk op het sociale domein, armoedebeleid, schuldhulp en LGBTQIA-rechten. Voor de gemeenteraadsverkiezingen in 2014 werd zij gekozen als lijsttrekker voor GroenLinks. Opnieuw zat zij in de gemeenteraad als fractievoorzitter. In 2015 stapte Groeneveld uit de gemeenteraad omdat zij een fulltime baan als hoofd communicatie bij het Nederlands Jeugdinstituut niet langer kon combineren met een baby. Ze werd vervolgens door de afdeling gekozen als voorzitter van het bestuur en blies de afdeling Zoetermeer nieuw leven in. 
Na een gunstige uitslag bij de gemeenteraadsverkiezingen in maart 2018, onderhandelde zij succesvol namens GroenLinks met de beoogde coalitiegenoten. Deze onderhandelingen resulteerden in het coalitieakkoord ‘Groen, veilige stad met ambitie’. Groeneveld werd daarmee de eerste wethouder van GroenLinks in Zoetermeer. Als wethouder en locoburgemeester had zij in haar portefeuille onder andere Jeugdzorg, Armoedebestrijding, Groen, Afvalbeleid en Openbare Ruimte. Groeneveld was een van de wethouders achter de acties voor meer geld voor Jeugdzorg. Zo was ze een van de tientallen wethouders die actie voerden bij de Tweede Kamer. Ook schreef ze artikelen over de tekorten in de jeugdzorg in Nederland.  

## Persoonlijk
Groeneveld heeft een dochter en is alleenstaande moeder.